# Phaeogenes pici
Phaeogenes pici là một loài tò vò trong họ Ichneumonidae.